# Kaple svatého Tadeáše
Kaple svatého Tadeáše je pozdně barokní kaple na silnici vedoucí do Opavy, navazující na Opavskou ulici v obci Otice. Jedná se o zděnou stavbu obdélníkového půdorysu se sedlovou střechou.

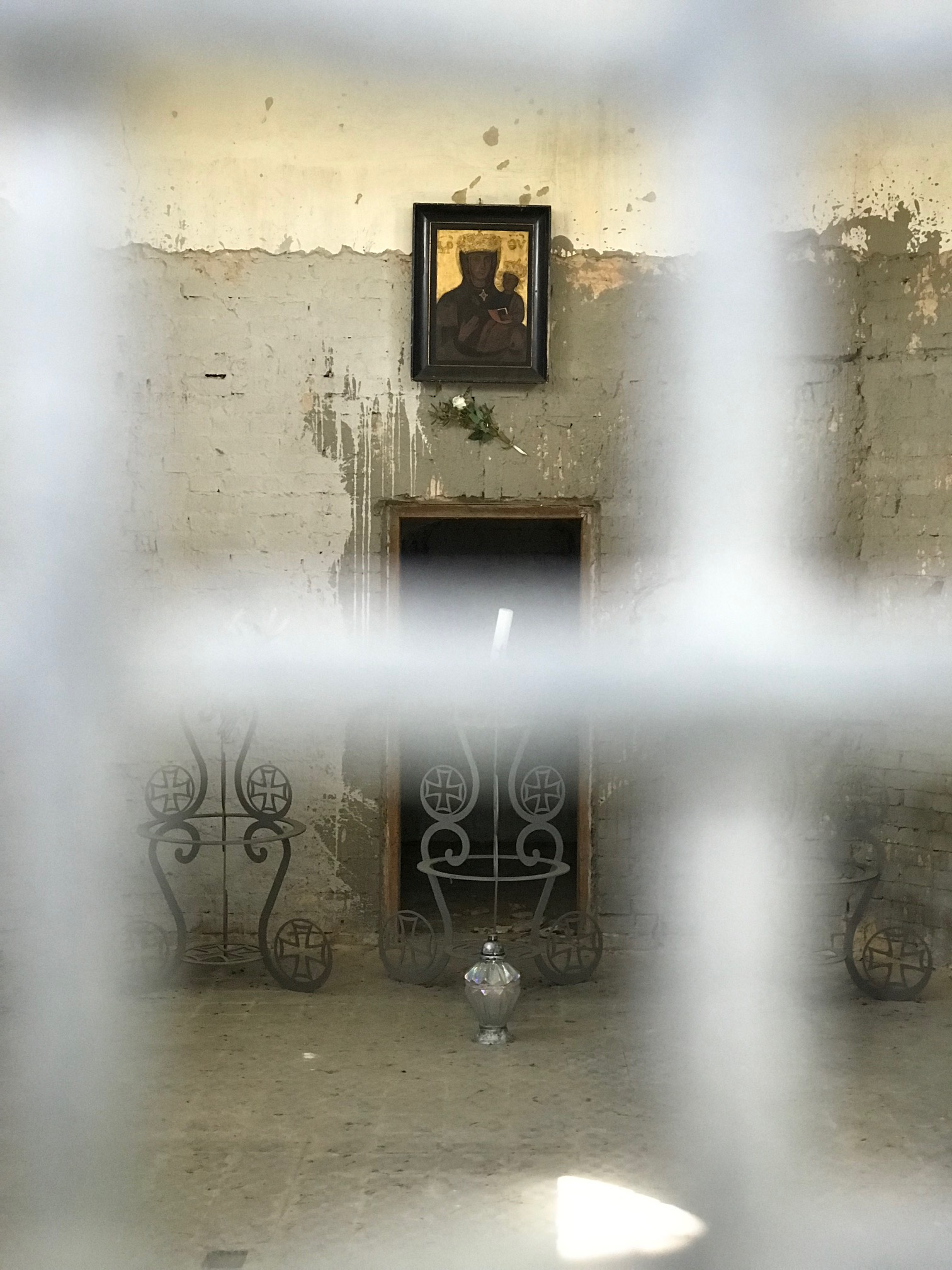
Interiér chátrající kaple

Současným vlastníkem je Moravskoslezský kraj, Školní statek v Opavě má právo s objektem hospodařit. Kaple v současné době postrádá jakýkoliv vnitřní inventář a neslouží k náboženským účelům.
V současné době kaple již není památkově chráněna. V roce 2017 nabídl Úřad pro zastupování státu ve věcech majetkových kapli k prodeji.